# Manutae-Manucasa Lama
Manutae-Manucasa Lama ist eine osttimoresische Ortschaft im Suco Manucassa (Verwaltungsamt Lequidoe, Gemeinde Aileu).

## Geographie
Manutae-Manucasa Lama liegt im Süden der Aldeia Manutai und besteht aus weitverbreiteten kleinen Ansiedlungen und Einzelsiedlungen. Das Siedlungszentrum liegt in einer Meereshöhe von 944 m. Der höchste Punkt liegt knapp unter 1400 m über den Meeresspiegel, der niedrigste etwa bei 850 m. Der Bergrücken im Norden von Manutai ist unbesiedelt. Entlang des südlichen Bergrückens und seiner Südflanke durchquert von Osten kommend, entlang eine Straße die Aldeia und verläuft dann nah der Westgrenze bis zum Manufonihun, einem Nebenfluss des Nördlichen Laclós. An der Straße und weiter südlich liegen einzelne Häuser und Rotten. Eine größere Gebäudeansammlung liegt am Ende der Straße am Flussufer. Von hier geht eine weitere Piste in Richtung Osten bis zum Siedlungszentrum der Aldeia im Südosten.